# 볼루 지 홀루
볼루 지 홀루(브라질 포르투갈어: bolo de rolo)는 브라질의 케이크 후식이다. 구아바 젤리인 고이아바다가 들었으며, 케이크 층이 아주 얇은 것이 특징이다. 롤케이크와 비슷하다.

## 이름
"볼루 지 홀루(bolo de rolo)"는 브라질 포르투갈어 발음이며, 유럽 포르투갈어 발음은 "볼루 드 홀루"이다. 포르투갈어로 "롤케이크"라는 뜻이며, "볼루(bolo)"는 "케이크"를, "지(de)"는 "~의"를, "홀루(rolo)"는 "말이, 롤"을 뜻한다.

## 만들기
버터와 설탕을 거품기나 전동 거품기로 휘저어 버터크림을 만든 후, 달걀 노른자를 넣어 한 번 더 거품을 친다. 달걀 흰자는 따로 휘저어 거품을 친다. 버터크림과 흰자 거품, 밀가루를 섞어 케이크 반죽물을 만들고, 넓적한 오븐 용기에 얇게 펴 굽는다. 고이아바다는 물을 넣고 끓여 녹인다. 구워진 케이크에 녹인 고이아바다를 바르고 말아서 냉장고에서 굳힌다.

## 같이 보기
- 볼루 다스 호자스
- 콜샹 드 노이바